# Johann Konrad Dorner

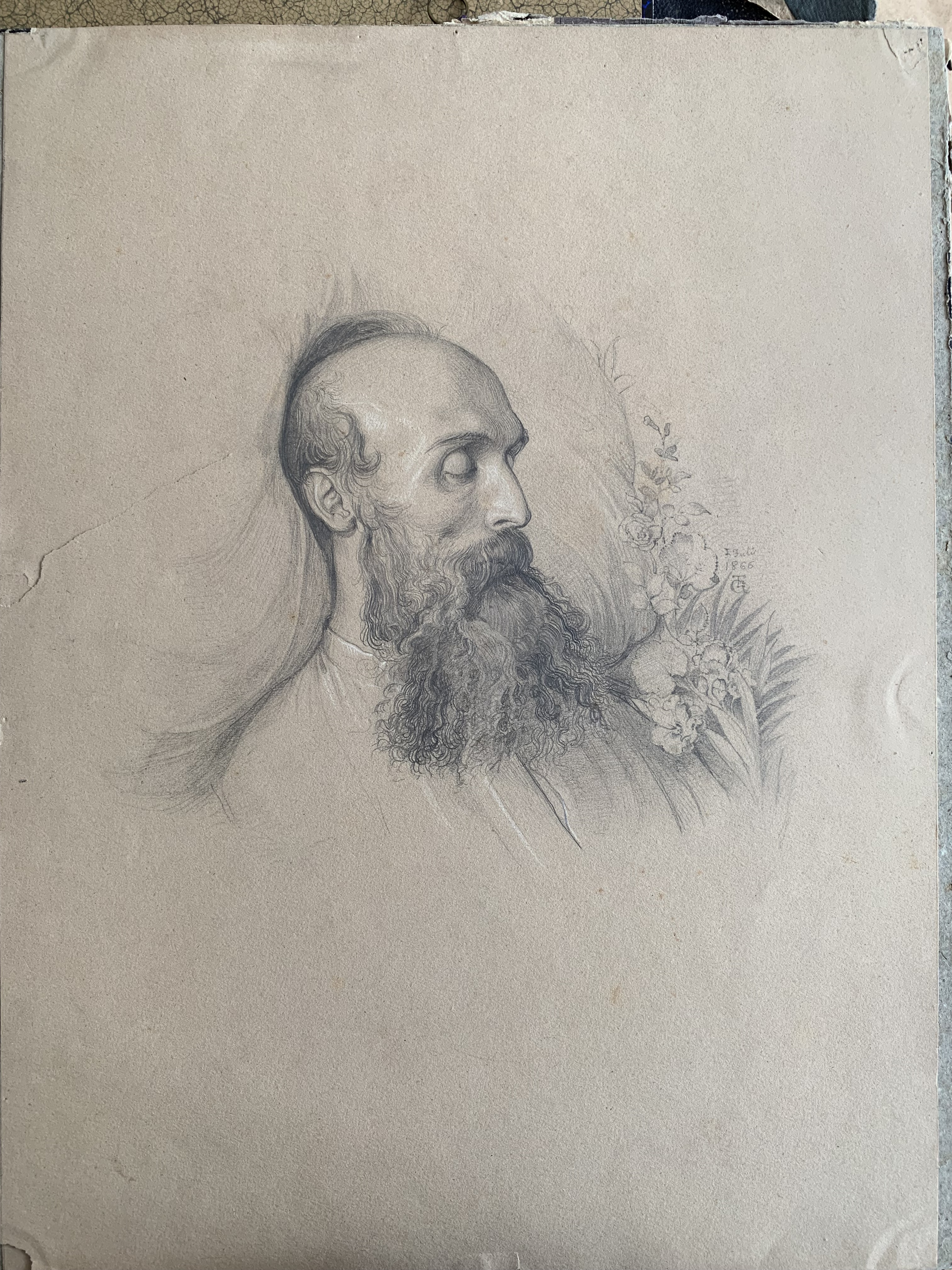
Johann Konrad Dorner Auf dem Totenbett, 7. Juli 1866

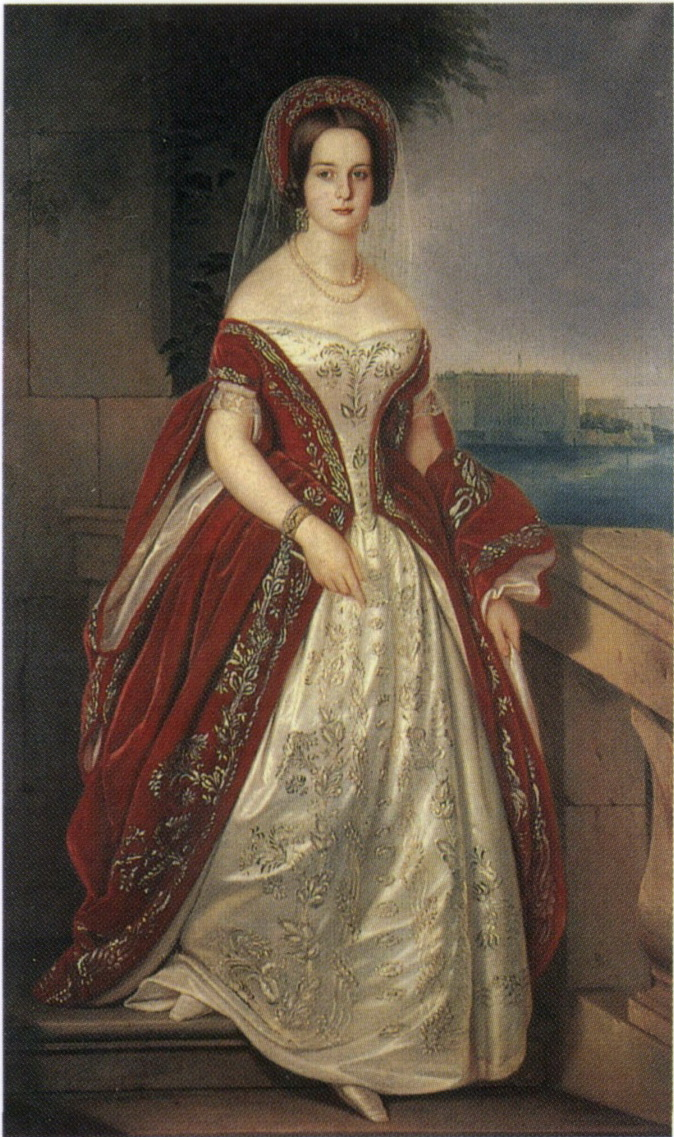
Johann Konrad Dorner: Henrietta Bodisco, 1844

Johann Konrad Dorner (* 15. August 1809 in Balderschwang, Oberallgäu; † 30. Juni 1866 in Rom) war ein deutscher Maler der nazarenischen Stilrichtung und Großneffe des Malers Johann Jakob Dorner d. Ä.

## Leben

### Kindheit
Dorner wurde als sechstes von 16 Kindern des Konrad Dorner und dessen Frau Anna Maria, geb. Herburger, geboren. Sein Vater war Backsteinkäsehändler, Müller und Gastwirt. Das erste Lebensjahr verbrachte er im nahegelegenen Hittisau in Vorarlberg, dann zogen seine Eltern in das ebenfalls nahegelegene Dorf Egg. In der Volksschule verdiente er sich erste Kreuzer, indem er seinen Mitschülern beim Schönschreiben half.

### Studium in München
Nach 1824 kam Dorner an die Münchener Kunstakademie, an der sein Großonkel Johann Jakob Dorner d. Ä. Vizedirektor war. Dorner wurde Schüler von Julius Schnorr von Carolsfeld und Josef Schlotthauer, deren Stil er sich aneignete. Er durfte Peter von Cornelius beim Freskieren der Münchener Ludwigskirche helfen. Von 1831 bis 1835 stellte Dorner beim Kunstverein München kirchliche Darstellungen und Genrebilder aus.

### Übersiedlung nach Russland und Heirat
Im Spätjahr 1835 begab sich Dorner zusammen mit einem Baron von der Osten-Sacken und dem Baron Alfred von Lüdinghausen-Wolff in das damals russische Baltikum. Er lebte zunächst in Mitau und ab 1839 in Wilna, wo er 1842 die neunzehnjährige Karoline Alexandrine Georgine Retep, Adoptivtochter einer geborenen von Vegesack, heiratete. Von den dort geschaffenen Bildern ist nur noch das Porträt eines Soldaten von 1840 im Kunstmuseum Rigaer Börse in Riga bekannt.

### Wirken in St. Petersburg
Spätestens ab 1844 lebte Dorner in St. Petersburg, wo sein Studienfreund aus Münchener Tagen, Josef Andreas Weiß, über gute Beziehungen zum Schwiegersohn des Zaren Nikolaus I. und Präsidenten der kaiserlichen Akademie der Künste, Maximilian de Beauharnais, 3. Herzog von Leuchtenberg, verfügte. Dorner war schnell ein gesuchter Porträtist, malte auch Mitglieder der kaiserlichen Familie und wurde Mitglied der kaiserlichen Akademie. Bald stand er in der Gunst Nikolaus’ I. und seiner Frau Charlotte von Preußen. Einige seiner Bilder lagern in der Eremitage in St. Petersburg. Dorner schuf des Weiteren zahlreiche Altarbilder für die Hauskapellen der Schlösser des russischen Adels, die 1917 durch die Bolschewiken bevorzugt zerstört wurden.
1846 erhielt Dorner den Großauftrag, 12 Ikonen für die St. Petersburger Isaakskathedrale, eine der größten Kirchen der Welt mit einer Kuppelhöhe von 101,5 Metern, zu schaffen. Dorner gehörte damit zu der internationalen Künstlergruppe um Karl Brüllow, der die Innenausstattung oblag. Für seine Arbeiten erhielt Dorner 16.800 Silberrubel. Das 1852 vollendete Werk ist vollständig und unversehrt erhalten.

### Späte Schaffensperiode und Tod in Rom
1853 kehrte Dorner nach München zurück und widmete sich ausschließlich der religiösen Kunst. Dort entstand auch sein Bild „Ecce homo“, das nach seinem Tod von einer der Töchter Nikolaus’ I., Olga, Königin von Württemberg, gekauft wurde. Wohl 1854 zog Dorner zum Gasthaus „Pelegrino“ seines Bruders Hanspeter in Bologna weiter.
Ab Ende 1856/Anfang 1857 lebte Dorner in Rom, konzentrierte sich auf religiöse Bilder und hielt Kontakt zu Peter von Cornelius. Dorners Haus wurde zum Treffpunkt deutscher Künstler. 1857 besuchten ihn Charlotte von Preußen sowie Olga und kauften ein Madonnenbild für 3000 Scudi. Er traf dort auf Friedrich Preller d. Ä. und dessen Sohn Friedrich Preller d. J., mit denen er sich anfreundete. Ab 1865 war Dorner krank. Bei seinem Tod Mitte 1866 hinterließ er Frau und fünf Kinder. Das Porträt auf dem Totenbett stammt aus der Feder Prellers.

## Teile des Nachlasses zurück nach St. Petersburg
Am 24. April 2014 übergab der Bremer Wirtschaftssenator Martin Günthner in St. Petersburg im Rahmen der „Deutschen Woche“ insgesamt 69 Gegenstände aus Dorners Nachlass an den Direktor des Staatlichen Museums der Isaakskathedrale, Nikolai Burow. Darunter befinden sich Skizzen zu Altarbildern der Isaakskathedrale und Studien zu Ikonen sowie der Reisepass des Künstlers mit der Unterschrift Nikolaus’ I. Die Gegenstände waren 2003 durch die Karin und Uwe Hollweg-Stiftung vom Erben Klaus Pfaff gekauft und dem Bremer Senat zur Verfügung gestellt worden.
Das Original der Madonna, das die Zarentochter Olga in Rom erworben hatte, sowie andere Memorabilien sind in Hittisau (Ritter-von-Bergmann-Saal) zu besichtigen. Ein Bild, „Der Spieler“, ist im vorarlberg museum in Bregenz ausgestellt.